# Surabondance des choix
La surabondance des choix ou overchoice en anglais est une difficulté que rencontrent les processus cognitifs pour prendre une décision lorsque les individus sont confrontés à de nombreuses options. L'expression est inventée par Alvin Toffler et Heidi Toffler dans leur livre de 1970, Le Choc du Futur.

## Processus psychologique
Le phénomène de surabondance de choix se produit lorsque de nombreuses options équivalentes sont disponibles.
La prise d'une décision devient trop accablante en raison des nombreux résultats potentiels et les risques qui peuvent résulter de faire le mauvais choix. Avoir trop d'options toutes aussi bonnes les unes que les autres est mentalement fatigant parce que chaque option doit être pesée à l'encontre de solutions de rechange pour en fin de compte choisir la meilleure. La satisfaction d'un choix par nombre d'options disponibles peut être décrite par un modèle de courbe en "U" inversé. Dans ce modèle, ne pas avoir le choix des résultats donne une très faible satisfaction. Initialement, plus de choix donnera plus de satisfaction, mais plus le nombre de choix possibles augmente plus les gens ont tendance à se sentir angoissés, confus et potentiellement, insatisfaits de leur choix. Bien qu'un plus grand choix puisse d'abord être attrayant, un plus petit nombre d'options à partir desquelles choisir résulte en une augmentation de la satisfaction et la réduction de regrets. Une autre composante de la surabondance de choix est la perception du temps. Un grand nombre de possibilité de choix devient plus difficile avec une contrainte par le temps.
Comme exemples de surabondance de choix il y a les options d'études, les options de carrière, les relations amoureuses et plus prosaïquement les linéaires de lessives, dentifrices et autres produits de consommation tous plus ou moins identiques des centres commerciaux dont ce type d'offre pléthorique est une forme de pollution sociale. L'augmentation de la quantité des options possible peut trouver son origine dans la technologie moderne. Dans la société contemporaine, nous avons un accès facile à plus d'informations, de produits et d'opportunités.

## Conditions préalables
La surabondance de choix n'est pas toujours un problème, plusieurs conditions doivent être remplies avant que l'effet ne se produise.
1. L'individu confronté à la surabondance de choix n'a pas de préférence établie pour un article plutôt qu'un autre : si la personne qui choisit a déjà une préférence, alors le nombre d'options n'a qu'un faible impact sur sa décision finale et sa satisfaction.
2. Il ne doit pas y avoir d'option dominante, toutes les options doivent être perçues comme ayant une qualité équivalente car la présence d'une option largement supérieure aux autres options rend la décision plus satisfaisante.
3. Les personnes qui choisissent ne doivent pas avoir d'expertise sur la thématique donnée car les experts peuvent plus facilement trier les options sans être submergés sous la variété.

## Les conséquences psychologiques
Les décideurs ayant affaire à un plus grand nombre de possibilité de choix ont plus de plaisir lors du processus de prise de décision que si le nombre était plus restreint, cependant ils se sentent davantage responsables de leurs décisions. Être confronté à plus de choix a pour conséquence plus de mécontentement et de regret dans les décisions. Le sentiment de responsabilité provoque une dissonance cognitive quand il y a une trop grande différence entre le choix qu'on a fait et le choix qu'on aurait dû faire. Dans cette situation, plus de choix conduit à plus de dissonance cognitive, car plus de choix augmente la probabilité que le décideur prenne la "mauvaise" décision. Un large éventail de choix possibles donne à la fois du plaisir mais aussi la sensation d'être dépassé par tous les choix possibles. Ces émotions opposées contribuent à la dissonance cognitive, et démotive la personne à prendre une décision. Cela désactive également les processus psychologiques d'amélioration de l'attractivité de leurs propres choix[pas clair].
La quantité de temps dédiée à la prise de décision a également un effet sur la perception positive ou négative du choix. De grands éventails de choix possibles pour une décision à prendre rapidement provoquent plus de regret après la décision. Quand plus de temps est alloué, le processus de sélection est plus agréable avec un large éventail de possibilités et occasionne moins de regrets à postériori.

## Choisir pour les autres
Décider pour autrui est différent de décider pour soi. Décider pour autrui a un effet inverse au niveau de la satisfaction et du regret lorsque confronté à la surabondance de choix.

## Dans un contexte économique
Le phénomène psychologique de la surabondance de choix a souvent des applications économiques. Il y a un nombre sans limites de produits actuellement sur le marché. Avoir plus de choix, comme une grande quantité de biens et de services disponibles, semble être séduisante au départ, mais trop de choix peut rendre les décisions plus difficiles. Selon Miller (1956), un consommateur ne peut en moyenne traiter que sept éléments à la fois. Après quoi le consommateur crée une stratégie d'adaptation pour prendre une décision éclairée. Cela peut conduire à l'indécision, l'anxiété du choix et même de l'abstention de faire un choix (ou un achat),,,.
La surabondance de choix est étudiée dès le milieu des années 1970. Le nombre de marques différentes, de savons jusqu'au voitures, est en hausse constante depuis plus d'un demi-siècle. Par exemple, les différentes marques de savon et de détergents disponibles dans un supermarché est passé de 65 en 1950, à 200 en 1963, puis à plus de 360 en 2004. Plus de choix augmente le temps nécessaire pour prendre une décision.
"Ironiquement, les peuples du futur risquent de ne pas souffrir d’une absence de choix, mais d’une surabondance paralysante."Alvin Toffler et Heidi Toffler dans leur livre de 1970, Le Choc du Futur.

### La variété et la complexité
Il y a deux étapes dans la réalisation d'un choix à l'achat. Tout d'abord, le consommateur sélectionne une gamme. Deuxièmement, le consommateur choisit une option à l'intérieur de la gamme. La variété et la complexité varient dans leur importance dans la réalisation de ces étapes avec succès, résultant en un achat par le consommateur.
La variété est l'aspect de la gamme perçu positivement, ce qui explique que les consommateurs citent souvent vouloir plus de variété.
La complexité est l'aspect négatif de la gamme. Lorsqu'un consommateur a besoin de choisir une option au sein de la gamme, trop de variété augmente la complexité. Cela peut pousser le consommateur à retarder ou refuser de prendre une décision.
Les images sont traitées comme un tout lors de la décision d'achat. Concrètement, elles nécessitent moins d'effort mental pour être transformés, cela donne le sentiment au consommateur de traiter l'information plus rapidement. Les Consommateurs préfèrent les raccourcis visuel pour le traitement de l'information, appelée « heuristiques visuelles » par Townsend, peu importe la taille de l'éventail de choix possibles. Les Images augmentent notre perception de la variété d'options. Comme indiqué précédemment, la variété est une bonne chose lors de la prise de décision à la première étape dans le choix d'une gamme. Attention cependant car les mots qui composent une phrase sont perçus individuellement. Dans les grand éventails de choix la complexité perçue diminue lorsque les descriptions verbales sont utilisés.